# Warwickshire
Warwickshire  é um condado no centro da Inglaterra e sua capital é Warwick. As abreviaturas comummente utilizadas para nome do condado são Warks ou Warwicks.

## Geografia
Warwickshire limita ao noroeste com o condado de West Midlands (formado durante a reorganização governamental regional de 1974) e Staffordshire ao noreste, Northamptonshire ao sudooeste e Worcestershire ao oeste.
Suas maiores cidades, segundo o censo de 2004 são: Nuneaton (77.500 hab.), Rugby (62.700 hab.), a estação balneária de Leamington (45.300 hab.) e Bedworth (32.500 hab.).
A maioria da população vive no norte e no centro do condado. O norte é  tradicionalmente industrial, com cidades tais como Nuneaton, Bedworth e Rugby cujas indústrias incluem (ou incluíam) a mineria, a produção de cimento e têxtil e de construção.
Ao centro e oeste de Warwickshire se encontram as prósperas cidades de Leamington Spa, Warwick, Kenilworth e Stratford-upon-Avon. A sul do condado é principalmente rural, está escassamente povoado e não têm cidades de dimensiones relevantes.
A margem meridional de Warwickshire inclui uma pequena zona dos Cotswolds e o pico mais alto é Ebrington Hill, de 261 m.
Historicamente, boa parte de Warwickshire ocidental, inclusive a zona que forma agora parte de Birmingham e as West Midlands, esteve coberto pelo antigo bosque de Arden.

## História

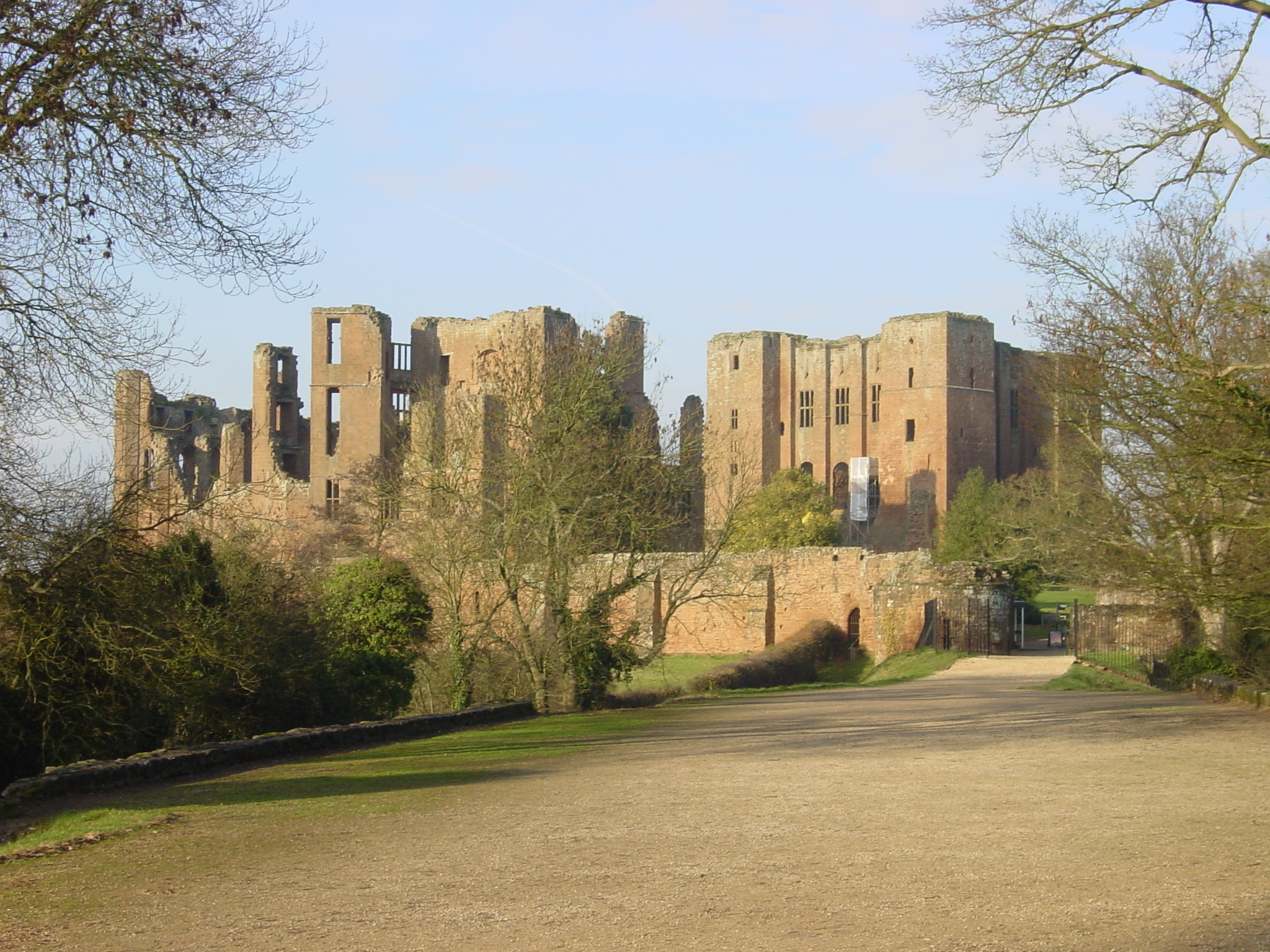
Castelo de Kenilworth

Warwickshire foi uma divisão do reino de Mercia a princípios de século XI. A primeira referência do condado aparece no ano de 1011 com o  nome de Waeinewiscscr.
Durante a Idade Média, Warwickshire esteve dominado por Coventry que, nese tempo, era uma das cidades mais importantes da Inglaterra devido a suas transações têxteis.
Warwickshire teve um papel destacado durante a Guerra civil inglesa, com a batalha de Edgehill e outras escaramuças que tiveram lugar no condado.
Durante a Revolução Industrial, Warwickshire se converteu em um dos condados mais industrializados, com as cidades de Birmingham e Coventry e seus arredores.
As mudanças administrativas de 1974 separaram Birmingham e Coventry do condado, deixando as fronteiras atuais de Warwickshire.

## Principais cidades
- Warwick
- Stratford-upon-Avon, cidade natal de William Shakespeare
- Rugby
- Polesworth
- Whitnash